# Виноградне (Керченський район)
Виногра́дне (до 1948 — Чуку́л, крим. Çuqul) — село Керченського району Автономної Республіки Крим.
Відстань від райцентру до населеного пункта становить 49 кілометрів по прямій.

## Уродженці
- Наріман Сейтмеметов — український військовий, загинув 8 липня 2023 року під час виконання службових обов'язків на Донеччині.[3]